# Castillo Peleș
El castillo de Valea Peleș o, simplemente, castillo Peleș (en rumano: Castelul Peleș /kas'te.lul 'pe.leʃ/) es un palacio situado en Sinaia, Rumania, construido entre 1873 y 1914 por el arquitecto Karel Liman. Antigua residencia de verano de los reyes, actualmente es un museo. Fue construido en la época del rey Carlos I de Rumania y se convirtió en uno de los monumentos más importantes de Europa del siglo XIX. Gracias a que tenía su propia central eléctrica, el de Peleș fue el primer castillo de Europa en tener electricidad y ascensor. Fue expropiado por los comunistas en 1948 y devuelto a la Casa Real de Rumanía en 2007, siendo actualmente su propietaria Margarita de Rumania. A día de hoy se trata de uno de los monumentos más visitados del país.

## Historia

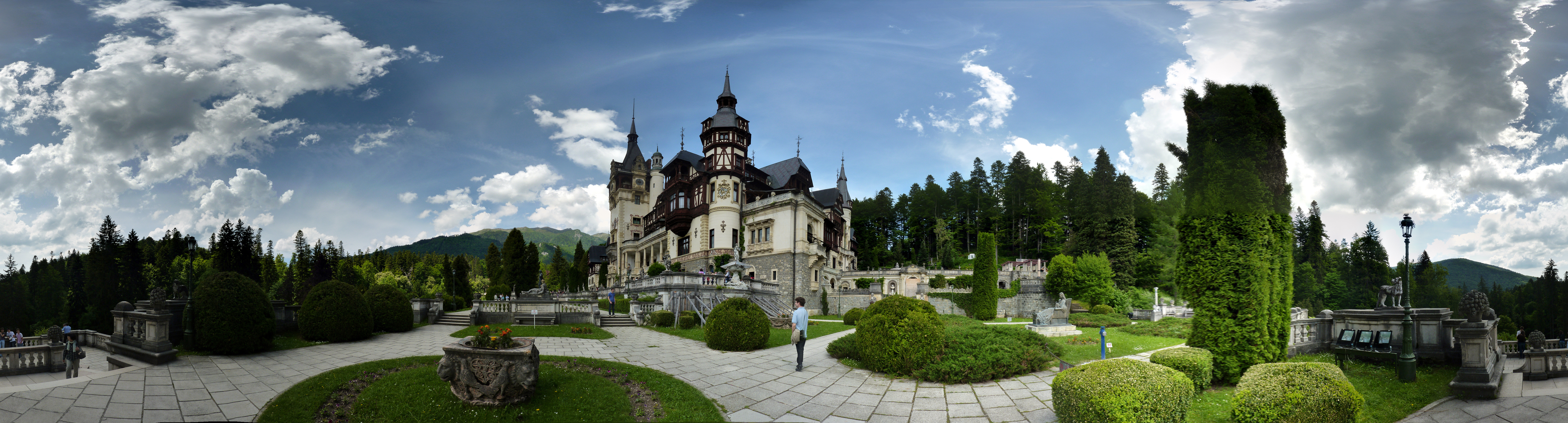
Vista panorámica del complejo palaciego.

El príncipe Carlos, que fue elegido rey de Rumanía y coronado en 1866 como Carlos I, visitó por primera vez Sinaia en agosto de ese mismo año, quedando maravillado por la belleza del lugar. En aquel entonces Sinaia era un pequeño pueblo de monte denominado Podul Neagului. El rey, que quería construir su castillo en un lugar tranquilo y poco habitable, escogió aquel pueblo. En 1872 compró el terreno y la construcción comenzó al año siguiente, al mando de los arquitectos Johannes Schultz, Carol Benesch y Karel Liman.
Hasta la construcción del castillo, el rey Carlos I y la reina Isabel estuvieron viviendo en una casa de campo ahí mismo.
Tras su inauguración en 1883 el castillo sufrió varias modificaciones. La forma que actualmente conocemos se mantiene desde 1914, año en el cual murió el Rey Carlos I.
El castillo Peleș es uno de los más importantes edificios típicos de Rumania, considerado único, histórico y artístico, también considerado uno de los edificios más importantes de Europa en la segunda mitad del siglo XIX.
Tiene gran importancia ya que fue la residencia de verano de los reyes, que solían pasar allí la mitad del año desde mayo hasta noviembre. En este castillo se llevaron a cabo importantes reuniones políticas, como el Consejo de la Corona en 1914 (cuando se decidió la neutralidad de Rumanía en la Primera Guerra Mundial, que acababa de comenzar) y en 1925.
Este castillo ha sido anfitrión de muchas personalidades de la época, escritores, músicos, reyes y reinas. George Enescu, Sarah Bernhardt, Jacques Thibaud, Vasile Alecsandri y el violinosta y chelista Dimitrie D. Dinicu acudieron invitados por la reina Isabel de Rumania (quien a su vez era escritora, y firmaba con el pseudónimo de Carmen Sylva). Desde el punto de vista político, la visita más importante fue la del antiguo emperador austrohúngaro Francisco José I de Austria, en 1896. Este quedó impresionado por la belleza y riqueza del castillo. En 1906, con motivo de los 40 años de reinado de Carlos I, se esperaba una importante visita, que nunca llegó.
Peleș tuvo una gran importancia para la historia de Rumania, en este castillo nació el futuro rey Carlos II de Rumania, el primer rey de la dinastía nacido en ese país y el primero en ser bautizado en la religión ortodoxa. En 1921 tiene lugar la boda de la princesa Ileana, una de las hermanas de Carlos II, a la cual asistieron importantes personajes históricos como Nicolae Iorga.
El castillo será la residencia de la familia real hasta 1948, cuando este es expropiado por los comunistas. En 1953 el castillo se convierte en museo, pero hasta 1990 no es abierto al público.
A lo largo de su construcción entre 1875 y 1914 se gastaron más de 16 millones de lei (moneda utilizada en Rumania por aquel entonces y actualmente).
Un dato importante es que Nicolae Ceaușescu (antiguo presidente de Rumania) visitó este Castillo.
El castillo Peleș se considera el segundo museo más buscado entre los turistas de Rumania. El primero es el Castillo de Bran. En 2009 pasaron por él más de 300 000 visitantes de todo el mundo.

## Construcción
El castillo fue mandado a construir por el rey Carlos I de Rumania, con planos realizados por los arquitectos Johannes Schultz, Carol Benesch y Karel Liman, y decorado por J. D. Heymann de Hamburgo, August Bembé de Mainz y Bernhard Ludwig de Viena.
Fueron necesarios 300 hombres para preparar el terreno donde se iba a efectuar la construcción. En 1875 se empezaron a levantar las paredes del castillo.
Alrededor de 1900 la casa ya contaba con su planta baja, con una primera planta y su principal torre, en su construcción final el castillo cuenta con una superficie de 3200 m², constituida por 160 habitaciones y más de 30 baños.
El castillo tiene 160 habitaciones y muchas puertas de entrada y salida. La torre principal mide 66 metros de altura, al lado del gran castillo hay dos construcciones más, que son de un tamaño menor.

### Museo
Tras la abdicación del rey Miguel I de Rumania en 1947, el castillo Peleș entró en el circuito turístico, mientras que los demás palacios se siguieron utilizando por los hombres. En los últimos años del comunismo el castillo en su complejo fue cerrado. Actualmente se utiliza como museo.

## Decoración
Este castillo destaca por ser uno de los edificios con electricidad propia, el edificio contaba hasta con un ascensor y desde 1888 contiene calefacción. El salón de entrada es el más grande, construido con paneles de madera de nogal, espolvoreado con relieves y esculturas. El techo de cristal móvil, activado por un motor eléctrico, fue un elemento de sorpresa para el rey, así él podía admirar el cielo azul en las noches de verano. Las habitaciones turísticas tienen nombres artísticos: como Maura Hall, salón de Florentin, sala de columnas, sala de conciertos y armería.
El palacio contiene una biblioteca real que atrae especialmente a los apasionados de los libros raros con tapas cubiertas de cuero y oro con letras en relieve. Incluso para aquellos menos familiarizados con el mundo de los libros, hay una atracción: la puerta secreta, detrás de una estantería se encontraba esa puerta que el rey utilizaba para refugiarse en distintas salas del castillo. En una de las habitaciones hay depositadas una de las mayores colecciones de cuadros de arte de Europa y de armas con más de 4000 piezas europeas y orientales de los siglos XIV-XVII. La sala de música se convirtió en un salón para las veladas musicales de la reina Isabel. La sala florentina, también llamada el Gran Salón, impresiona ya que está hecha de tallado en madera del techo de cal, dorados, dos grandes lámparas de araña y la decoración de estilo neo-renacentista italiano.
Peleș contiene una sala de teatro con un pequeño escenario con un aforo de 60 personas. El castillo tenía instalaciones muy modernas para la época en que fue construido. Por ejemplo, el techo de cristal del salón de honor es móvil y puede ser impulsado por un motor eléctrico.  El salón de Maura contiene elementos españoles moriscos y una fuente de mármol de Carrara, copia de El Cairo. En la primera planta está la sala de conciertos, diseñada en 1906, en la que se puede encontrar un clavicordio de 1621, un piano de cola y un montante de órganos con dos teclados. El castillo cuenta con siete terrazas decoradas con estatuas de piedra, fuentes, mármol de Carrara, y macetas decorativas.
|                       |
| Hogar en el castillo. |

|                                  |
| Techo de cristal del gran salón. |

|                   |
| Habitación turca. |

|                        |
| Una sala del castillo. |

|                                                 |
| Otra sala, con un narguile en una mesa cercana. |